# Saint-Maurice-en-Chalencon
Saint-Maurice-en-Chalencon là một xã ở tỉnh Ardèche, vùng Auvergne-Rhône-Alpes ở đông nam nước Pháp.